# Eternally Yours (album)
Eternally Yours è il secondo album dei The Saints, pubblicato nel 1978.

## Tracce
1. Know Your Product – 3:15
2. Lost and Found – 3:47
3. Memories Are Made of This – 2:20
4. Private Affair – 2:06
5. A Minor Aversion – 3:07
6. No, Your Product – 4:06
7. This Perfect Day – 2:30
8. Run Down – 2:32
9. Orstralia – 2:25
10. New Centre of the Universe – 2:20
11. Untitled – 2:45
12. (I'm) Misunderstood – 2:47
13. International Robots – 1:58

### Versione 2007
Nel 2007 Eternally Yours è stato ristampato con diverse bonus track, che formano le session chiamate International Robots.
1. Orstralia
2. Lost and Found
3. The Ballad
4. This Perfect Day
5. Run Down
6. A Minor Aversion
7. Champagne Misery
8. Private Affair
9. No, You're Product
10. New Centre of the Universe
11. River Deep Mountain High
12. Untitled
13. (i'm) Misunderstood
14. Do the Robot

## Formazione
- Chris Bailey - voce
- Ed Kuepper - chitarra
- Algy Ward - basso
- Ivor Hay - batteria